# Djulö kvarn södra
Djulö kvar södra utgör den södra delen av bebyggelsen i tätorten Djulö kvarn i Katrineholms kommun. Denna del bröts ut vid avgränsningen 2015 för att bilda en separat småort, men vid avgränsningen 2020 var den åter en del av den återbildade tätorten Djulö kvarn, för att 2023 åter vara uppdelad och separat småort.